# Михальцево (Вологодская область)
Михальцево — деревня в Вологодском районе Вологодской области.
Входит в состав Майского сельского поселения (с 1 января 2006 года по 8 апреля 2009 года входила в Рабоче-Крестьянское сельское поселение), с точки зрения административно-территориального деления — в Рабоче-Крестьянский сельсовет.
Расстояние по автодороге до районного центра Вологды — 5,6 км, до центра муниципального образования Майского — 5 км. Ближайшие населённые пункты — Никифорово, Сулинское, Кувшиново, Подберевское.
По переписи 2002 года население — 42 человека (16 мужчин, 26 женщин). Преобладающая национальность — русские (95 %).